# Verdienstorden der Krone von Hawaii

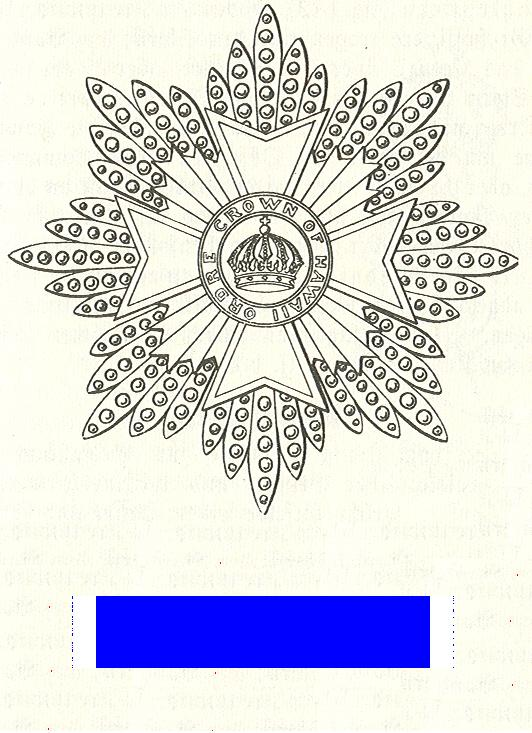
Stern des Verdienstordens der Krone von Hawaii

Der Verdienstorden der Krone von Hawaiʻi wurde am 12. September 1882 durch König Kalākaua gestiftet und sollte an seine Thronbesteigung im Jahre 1874 erinnern. Er wurde zum Zeichen seines Wohlwollens und zur Belohnung dem Staat und dem König gegenüber für ausgezeichnete Dienste verliehen.
Der Orden hatte sieben Klassen. Die Mitgliederzahl bei den ersten fünf Klassen war limitiert.
- Großkreuz (20)
- Großoffizier (25)
- Kommandeur (30)
- Offizier (35)
- Ritter (45)
- Inhaber der goldenen Militärmedaille
- Inhaber der silbernen Zivilmedaille

Für die Verleihung der Militär- bzw. Zivilmedaillen war eine mindestens zwanzigjährige Dienstzeit notwendig.
Das Ordenszeichen ist ein achtspitziges, goldgerändertes, weißemailliertes Kreuz mit goldenen Eckstrahlen. Im weißemaillierten Medaillon ist die goldene hawaiische Königskrone zu sehen. Der Reif zeigt die Worte ORDRE CROWN OF HAWAII.
Das Ordensband ist blau mit weißen Bordstreifen.